# 朗凱恩 (喬治亞州)
朗凱恩（英語：Long Cane）是位於美國喬治亞州特魯普縣的一個非建制地區。該地的面積和人口皆未知。

## 地理
朗凱恩的座標為32°57′23″N 85°08′27″W / 32.95639°N 85.14083°W，而該地的平均海拔高度為214米（即702英尺）。